# Yvonne Lephay-Belthoise
Yvonne Lephay-Belthoise, née le 27 septembre 1914 à Dieppe et morte le 17 novembre 2011, à Eaubonne, est une violoniste virtuose française.

## Biographie

### Formation
Après avoir travaillé le piano avec Joseph Morpain, l’harmonie avec Jean Gallon, la musique de chambre avec Jean Roger-Ducasse et le violon avec Jules Boucherit en 1934, Yvonne Lephay-Belthoise obtient en 1935 son Premier Prix de violon à l’unanimité au Conservatoire de Paris dans la classe de Gabriel Bouillon,,,.

### Carrière

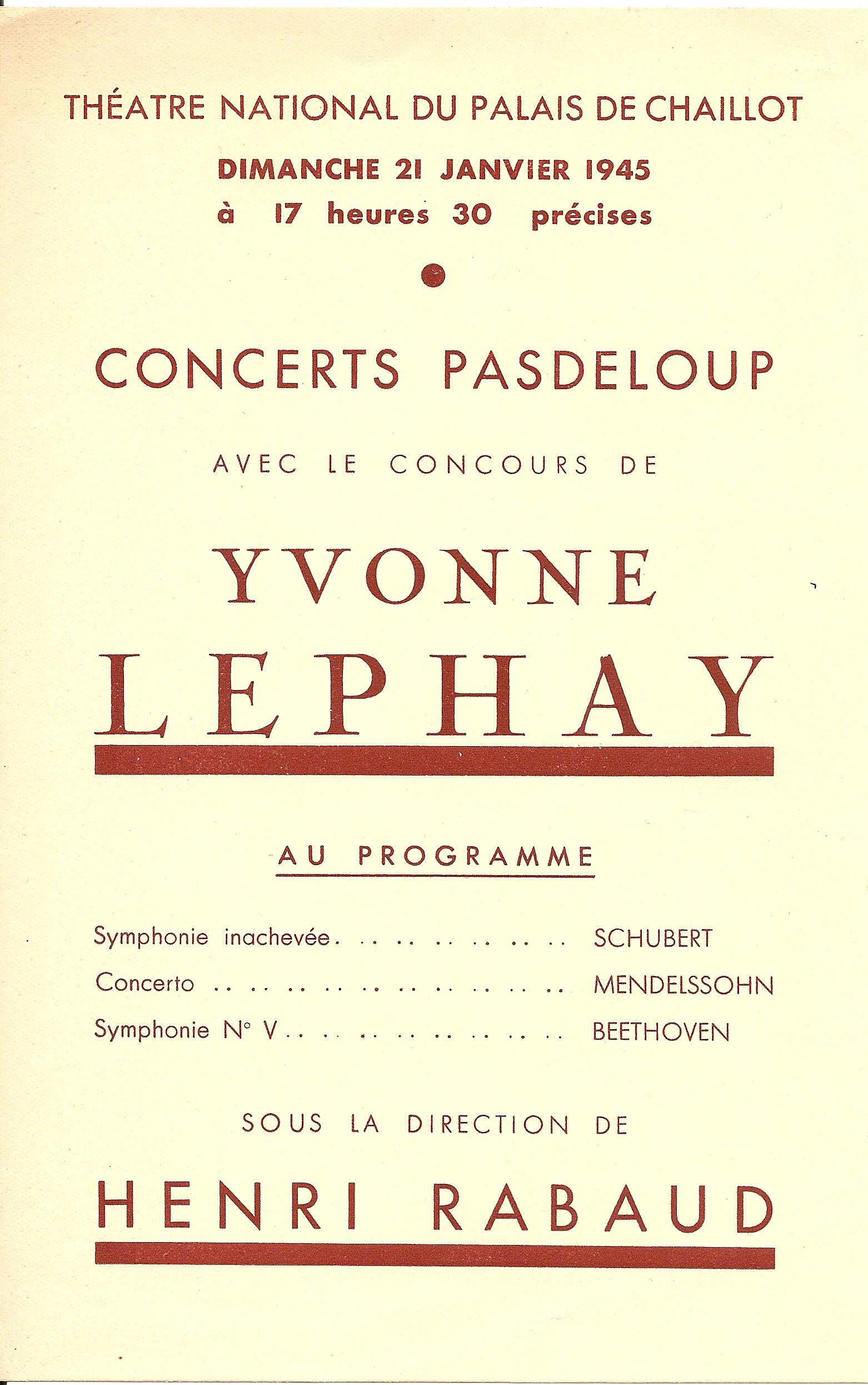
Programme

À partir de 1936, elle se produit en récital à Paris,,, (Salle Gaveau, Salle du Conservatoire, Théâtre de l’Œuvre, Salle Cortot) avec des partenaires tels que Lucette Descaves, Wanda Landowska, Jean Neveu, Boris Zadri, Robert Bernard, Maurice Faure ainsi qu’en soliste avec l’Orchestre des concerts Pasdeloup.
En mai 1936, à l'École normale de musique de Paris, accompagnée par l’Orchestre Féminin de Paris et sa cheffe Jane Evrard, elle présente en première partie les Concertos en mi majeur de Bach et mi bémol de Mozart. Puis en deuxième partie, elle joue la Romance en fa de Beethoven, des pièces de Paradis, Kreutzer, Kreisler : 

« Elle témoigna alors d’aisance, de vélocité, d’élégance, de légèreté, de brio. Dans une ravissante Cansonella d’essence espagnole, où le rêve s’allie au fantastique, et due à M. J. Rodrigo dont elle offrit la primeur, Mme Lephay charma même. L’auditoire lui fit un vif succès. Mme Evrard et ses symphonistes la secondèrent à souhait. »

.
De la même génération que Ginette Neveu (1919-1949), Yvonne Lephay-Belthoise était considérée par Henri Rabaud comme « l’une des plus brillantes représentantes de notre belle école française de violon »[réf. nécessaire]. Son répertoire comprenait des œuvres emblématiques de la musique française comme le Poème de Chausson, les Sonates pour violon et piano no 1 et no 2 de Fauré, Tzigane de Ravel, la Rapsodie norvégienne et la Symphonie espagnole de Lalo ou la Havanaise de Saint-Saëns.
Elle interprétait également le répertoire allemand : Bach, Schumann, Brahms, Beethoven et fut la première violoniste à jouer de nouveau en public le Concerto pour violon de Felix Mendelssohn à l’occasion d’un concert au Théâtre National de Chaillot le 21 janvier 1945 avec l’Orchestre Pasdeloup sous la direction de Henri Rabaud, la musique de Mendelssohn ayant été interdite d’exécution pendant l’occupation par le régime nazi (voir l'affiche ci-contre).
Au cours de sa carrière, Yvonne Lephay-Belthoise réalisa plusieurs premières auditions de compositeurs de l’époque et d’œuvres qui lui sont dédiées : Claude Delvincourt (Danceries), René Challan (Concerto pour violon et orchestre), Yvonne Desportes (Variations pour violon), Georges Hüe (Fantaisie pour violon), César Sautereau (Concerto pour violon et orchestre), Jean Martinon (Suite nocturne), Michel Ciry (La pastorale mystique)…
En 1946, elle participe avec Pierre Barbizet au festival Darius Milhaud à Paris puis effectue jusqu’en 1949 plusieurs tournées en récital pour l’Alliance Française dans les pays du nord de l’Europe (Danemark, Suède, Norvège) ainsi qu’avec l’Orchestre Philharmonique de Randers. À ces occasions, elle interprète des concertos du répertoire, de la musique française et donne des conférences sur nos compositeurs. Invitée chaque année, la presse scandinave l’a unanimement consacrée violoniste de classe internationale, « douée d’un tempérament intense, au son de violon remarquablement robuste et viril et à la technique surprenante »[réf. nécessaire] (Copenhague, 1946).
Membre de l’Orchestre symphonique de Paris (OSP) sous la direction de Pierre Monteux, elle fut l’une des premières femmes musiciennes admises dans les orchestres nationaux et rejoint l’Orchestre Radio-Symphonique de Paris à la demande de Désiré-Émile Inghelbrecht. Elle passa la première année de l’occupation à Rennes où la radio s’était repliée. Elle fut ensuite nommée premier violon de l’Orchestre Radio-Lyrique de l’ORTF, poste qu’elle honora jusqu’en 1974.

### Vie privée
Yvonne Lephay Belthoise eut quatre enfants et encouragea sa fille, la comédienne Béatrice Belthoise, formée au Conservatoire national supérieur d'art dramatique, qui fait une carrière au théâtre et à la télévision française. Yvonne Lephay-Belthoise fut aussi à l’origine des études musicales de son petit-fils, le pianiste Bruno Belthoise, dont elle suivit attentivement l’évolution à partir des années 1980.

## Tournées en Scandinavie

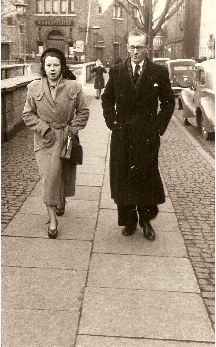
Yvonne Lephay et Robert Bernard, Danemark, 1948.

Entre 1946 et 1949, Yvonne Lephay-Belthoise, accompagnée par Robert Bernard, effectue des tournées régulières en Scandinavie (Danemark, Suède, Norvège) organisées par l’Alliance française. Elle est invitée à se produire en récital avec piano ainsi qu’avec l’orchestre symphonique de Randers. La presse considère Yvonne Lephay-Belthoise, alors âgée de 32 ans, comme l’une des toutes premières interprètes de musique française de son époque.